# Сива фока
Сива фока (Halichoerus grypus) је врста перајара из породице правих фока (Phocidae).

## Распрострањење
Ареал сиве фоке обухвата већи број држава на подручју северног Атлантика.
Врста има станиште у Исланду, Норвешкој, Данској, Уједињеном Краљевству, Ирској, Португалу, Француској, Канади, Сједињеним Америчким Државама, Русији, Шведској, Пољској, Немачкој, Финској, Холандији, Литванији, Летонији, Естонији, Белгији и Гренланду.

## Станиште
Станиште врсте су морски екосистеми.

## Угроженост
Ова врста није угрожена, и наведена је као последња брига јер има широко распрострањење.